# 勒昂
勒昂（法語：Leuhan，法語發音：[løɑ̃]）是法国菲尼斯泰尔省的一个市镇，属于沙托兰区。

## 地理
勒昂（48°5'57"N, 3°47'4"W）面积32.75 平方千米，位于法国布列塔尼大區菲尼斯泰尔省，该省份为法国最西部的省份，位于布列塔尼半岛西部，北西南三面环大西洋，东临阿摩尔滨海省和莫尔比昂省。
与勒昂接壤的市镇（或旧市镇、城区）包括：鲁杜阿莱克、科赖、拉兹、圣戈阿泽克、斯凯尔、图尔克。

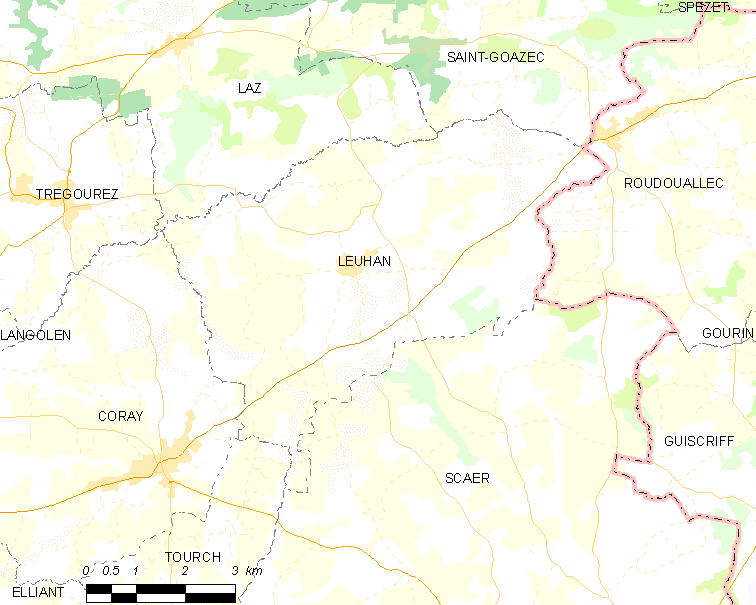
勒昂的OSM定位图

勒昂的时区为UTC+01:00、UTC+02:00（夏令时）。

## 行政
勒昂的邮政编码为29390，INSEE市镇编码为29125。

## 政治
勒昂所属的省级选区为布列克县。

## 人口

1962-2008年间勒昂人口变化图示

勒昂于2022年1月1日时的人口数量为836人。